# 次山嘉一
次山嘉一（つぎやま よしかず、1976年4月6日 - ）は日本のタレント、プロデューサー、デザイナー、実業家、ライブドア俳優、アーティストなど多種多様な顔を持つ。
毎月いたるところでイベントを主催しているプランナーでもあるが本業は裏原宿のたい焼き屋。神奈川県横浜市出身。血液型O型

## 人物
- ファッションデザイナーMICHIYO INABAにイベントプロデューサーとして引き上げられ、ファッションショーやパーティー、学園祭、結婚式の演出を手がける。
- 元町を中心に生活している。
- 神奈川県立希望ヶ丘高等学校卒業
- 山崎廣明、日野美歌、中村麻美、加瀬亮、Pistol Valve のリーダーCottonとの親交も深い。

## 来歴
- 成功プログラムSMIの講師として各地を回っていた。ベストセラー「7つの習慣」を日本に紹介したジェームス・スキナーとの出会いにより実業家としての一歩を踏み出す。その後の活動は、電話割引サービスの提供や化粧品代理店、飲食店、WEBサービスの提供等多岐にわたる。
- 以下、本人のブログより抜粋

T&Sパートナーズ株式会社取締役、株式会社ネクスティー代表取締役、株式会社シンクメディア ブランディングディレクター、株式会社グロークス取締役、日本恋愛協会会長
- 所属事務所プロフィールの生年を1980年と偽っていたが2005年には1976年生まれと公表した。
- 2008年の株安で数千万円の損失を被ったとめざましテレビで語った。
- 2010年5月 板付きたい焼き 東京ほおずき 開店

## 主な出演作品
- マギー's犬Jr.（2005年、ネットシネマ）-殺される若者
- 下妻物語（2004年5月29日）-パチンコホールスタッフ役
- しあわせのシッポ（2002年4月11日）
- 天体観測 (テレビドラマ)（2002年7月2日）
- ガチンコ!「火の玉イレブン」-ダッシュ役
- 大阪経済大学PRムービー-主演
- 月曜ミステリー劇場「横山秀夫サスペンス・陰の季節」
- めざましテレビ

| スタブアイコン | サブスタブ | この項目は、まだ閲覧者の調べものの参照としては役立たない、俳優（男優・女優）に関連した書きかけの項目です。この項目を加筆・訂正などしてくださる協力者を求めています（P:映画/PJ芸能人）。 |